# Iwane Merabiszwili
Iwane Merabiszwili (gruz. ივანე მერაბიშვილი, ur. 15 kwietnia 1968 w Ude w Samcche-Dżawachetii) – gruziński inżynier, działacz społeczny i polityk, minister spraw wewnętrznych w latach 2004–2012 i premier Gruzji od 4 lipca 2012 do 25 października 2012.

## Życiorys
W 1992 ukończył studia na Wydziale Górnictwa w Gruzińskim Uniwersytecie Technicznym. Po ukończeniu studiów pracował jako laborant, asystent i pracownik naukowy na Gruzińskim Uniwersytecie Technicznym oraz na Gruzińskim Uniwersytecie Rolniczym.
Od 1995 był przewodniczącym Stowarzyszenia Ochrony Praw Właścicieli Ziemi. W 1999 został wybrany na deputowanego Parlamentu Gruzji jako kandydat związanego z prezydentem Eduardem Szewardnadze Związku Obywatelskiego. Rok później objął przewodnictwo parlamentarnego Komitetu Polityki Ekonomicznej i Reform. Od 2002 pełnił funkcję sekretarza generalnego Zjednoczonego Ruchu Narodowego, kierowanego przez Micheila Saakaszwilego.
Po wydarzeniach rewolucji róż, 26 stycznia 2004 został doradcą prezydenta Saakaszwilego ds. bezpieczeństwa narodowego oraz sekretarzem Rady Bezpieczeństwa Narodowego. Od 7 czerwca do 18 grudnia 2004 pełnił funkcję ministra bezpieczeństwa państwowego, a 18 grudnia objął stanowisko ministra spraw wewnętrznych.
W dniu 21 maja 2013 r. Merabiszwili wraz z byłym ministrem zdrowia i gubernatorem prowincji Kachetia Zurabem Cziaberiszwilim został aresztowany w związku z oskarżeniem o zdefraudowanie 5,2 mln Lari ze środków publicznych przeznaczonych na kampanię wyborczą w 2012 r.. 17 lutego 2014 został skazany na pięć lat pozbawienia wolności za nadużywanie władzy, kupowanie głosów i nieefektywne wykorzystywania środków budżetowych. W 2016 został skazany na dodatkowe sześć i pół roku pozbawienia wolności za zlecenia pobicia posła Valeriego Gelaszwilego w 2005. 20 lutego 2020 został zwolniony z więzienia. Po opuszczeniu zakładu karnego zapowiedział swój powrót do polityki.

## Odznaczenia
- Order Zwycięstwa Świętego Jerzego – Gruzja, 2012[5]